# Santiago Luján
Santiago Gastón Luján (Merlo, 23 gennaio 2002) è un calciatore argentino, centrocampista dell'Huracán.

## Carriera
Luján è cresciuto nell'Huracán, con cui ha firmato il suo primo contratto professionistico il 17 gennaio 2020. Ha debuttato in prima squadra il 18 febbraio 2023 nell'incontro di Primera División vinto 2-0 contro il Barracas Central ed ha segnato la sua prima rete il 7 aprile in Coppa Sudamericana contro il Guaraní.
Il 2 febbraio 2024 è stato ceduto in prestito per una stagione all'Aldosivi, club della seconda divisione argentina.

## Statistiche

### Presenze e reti nei club
Statistiche aggiornate all'11 aprile 2024.
| Stagione        | Squadra         | Campionato      | Campionato | Campionato | Coppe nazionali | Coppe nazionali | Coppe nazionali | Coppe continentali | Coppe continentali | Coppe continentali | Altre coppe | Altre coppe | Altre coppe | Totale | Totale | Totale |
| Stagione        | Squadra         | Comp            | Pres       | Reti       | Comp            | Pres            | Reti            | Comp               | Pres               | Reti               | Comp        | Pres        | Reti        | Pres   | Reti   |        |
| --------------- | --------------- | --------------- | ---------- | ---------- | --------------- | --------------- | --------------- | ------------------ | ------------------ | ------------------ | ----------- | ----------- | ----------- | ------ | ------ | ------ |
| 2023            | Huracán         | PD              | 10         | 0          | CA+CdL          | 0               | 0               | CS                 | 2                  | 1                  |             | -           | -           | 12     | 1      |        |
| 2024            | Aldosivi        | PBN             | 6          | 1          | CA              | 0               | 0               |                    | -                  | -                  |             | -           | -           | 6      | 1      |        |
| Totale carriera | Totale carriera | Totale carriera | 16         | 1          |                 | 0               | 0               |                    | 2                  | 1                  |             | -           | -           | 18     | 2      |        |

## Palmarès

### Competizioni nazionali
- Primera B Nacional: 1

Aldosivi: 2024